# József Nagy (voetballer, 1892)
József Nagy (Boedapest, 15 oktober 1892 – 17 januari 1963) is een voormalig Hongaars voetballer en voetbaltrainer. In zijn geboorteland speelde hij als middenvelder voor MTK Boedapest FC. Na zijn carrière als speler begon hij aan zijn trainersloopbaan, hierin was hij van 1922 tot 1959 hoofdtrainer van veelal Zweedse voetbalclubs op de periode van 1928 tot 1934 waar hij een drietal Italiaanse voetbalclubs trainde. 
E. Andersson ·
O. Andersson ·
S. Andersson ·
Axelsson ·
Carlsson ·
Carlund ·
Dunker ·
Gustavsson ·
Holmberg ·
Jansson ·
Johansson ·
Jonasson ·
Keller ·
Kroon ·
Liljebjörn ·
Lundahl ·
Olsson ·
Rosén ·
Rydberg ·
Snitt ·
Thörn ·
Widlund ·
Coach: Nagy
Abrahamsson ·
Almgren ·
Å. Andersson ·
H. Andersson ·
Bergqvist ·
Bergsten ·
Eriksson ·
Grahn ·
Hansson ·
Jacobsson ·
Jonasson ·
Källgren ·
Karlsson ·
Keller ·
Linderholm ·
E. Nilsson ·
Nyberg ·
Persson ·
Sjöberg ·
Svanström ·
Wetterström ·
Coach: Nagy